# Frédérique Macarez
Frédérique Macarez [makaʁe] , née Mulliez le 13 décembre 1977 à Amiens (Somme), est une femme politique française.
Maire de la ville de Saint-Quentin (Aisne) depuis le 14 janvier 2016, Frédérique Macarez prend la succession de Xavier Bertrand, président du conseil régional de la région des Hauts-de-France, et devient ainsi la première femme maire de la ville, à 38 ans,,.
Depuis le 10 juillet 2020, elle est également présidente de la communauté d'agglomération du Saint-Quentinois.

## Biographie

### Études et formations
Jusqu'à l'obtention de son baccalauréat, Frédérique Macarez suit ses études au lycée La Providence à Amiens, où elle est dans la même promotion qu'Emmanuel Macron, bien qu'elle ne se souvienne plus de lui. 
En 1996, elle étudie à Sciences Po Lille (section « politique et société ») puis obtient un Master of Business Administration Management de la Communication (Lille-III),.
Diplômée en 2000, elle quitte l'université avec le projet de travailler dans le domaine de la communication dans un service public.

### Carrière politique
Frédérique Macarez rejoint la mairie de Saint-Quentin au côté du sénateur et maire de Saint-Quentin Pierre André comme chargée de mission.[Quand ?]
En 2004, Pierre André lui confie la direction de son cabinet à la ville, où elle succède à Jérôme Lavrilleux, et à la communauté d’agglomération.
En 2008, Frédérique Macarez est directrice de la campagne de Pierre André pour les municipales : « Faisons gagner Saint-Quentin ». Il remporte l’élection dès le premier tour.
Après la démission de Pierre André en 2010, maire de Saint-Quentin, Xavier Bertrand est élu à son poste. Frédérique Macarez poursuit ses missions de directrice au cabinet du maire (Xavier Bertrand) et du président de l’Agglomération (Pierre André).
En 2014, Frédérique Macarez est directrice de la campagne pour les municipales. La liste conduite par Xavier Bertrand remporte l’élection au premier tour avec 52,6 % des voix. En avril 2014, elle est élue adjointe au maire chargée du développement et de la sécurité et vice-présidente de la communauté d’agglomération chargée du développement (développement économique, robonumérique, politique de la ville).
Frédérique Macarez quitte son rôle d'adjointe le 14 janvier 2016 et succède à Xavier Bertrand en tant que maire de Saint-Quentin,.
En 2020, elle est réélue dès le premier tour des élections municipales. En juillet 2020, elle est élue présidente de la communauté d'agglomération du Saint-quentinois.
En 2021, lors des élections régionales dans les Hauts-de-France, elle est élue conseillère régionale sur la liste de Xavier Bertrand.

## Vie privée
Frédérique Macarez est divorcée et mère de deux enfants.

## Distinction
- Chevalière de la Légion d'honneur, par décret du 3 juillet 2024[15].